# Конвой №6202 (серпень)
Конвой № 6202 (серпень) — японський конвой часів Другої світової війни, проведення якого відбувалось у серпні 1943-го.
Вихідним пунктом конвою був атол Кваджелейн, на якому була головна японська база на Маршаллових островах. Пунктом призначення став атол Трук у центральній частині Каролінських островів, де ще до війни створили головну базу японського ВМФ у Океанії, звідки до лютого 1944-го провадились операції в цілому ряді архіпелагів.
До складу конвою увійшли транспорти «Кікукава-Мару» та «Бокуйо-Мару», тоді як охорону забезпечував торпедний човен «Хійодорі».
20 серпня 1943-го загін полишив Кваджелейн та попрямував на захід. Хоча поблизу вихідного та, особливо, кінцевого пунктів маршруту традиційно діяли американські підводні човни, проходження конвою № 6202 минуло без інцидентів і 24 серпня він прибув на Трук.